# Christa Götz

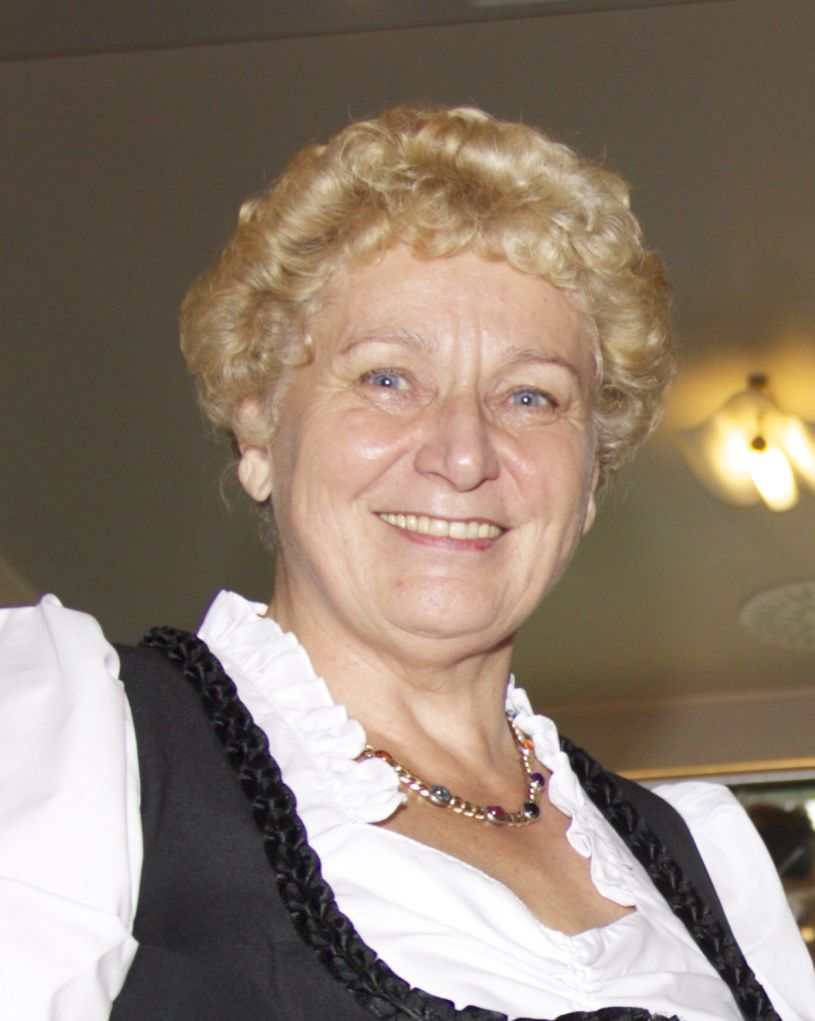
Christa Götz

 Christa Götz (* 19. Juli 1948 in Windsbach) ist eine bayerische Landwirtin und war von 2002 bis 2008 Mitglied des Landtages in Bayern für die CSU-Fraktion.

## Leben
Zunächst besuchte sie die Volksschule in Windsbach. Ab 1954 besuchte sie die Berufsschule. Danach absolvierte sie die Ländliche Hauswirtschaftslehre und ging von 1966 bis 1977 auf die Landvolkshochschule Hesselberg.
Von 1996 bis 2020 war sie Kreisrätin im Landkreis Neustadt an der Aisch-Bad Windsheim und 2002 bis 2014 ebenfalls Stadträtin der Kreisstadt Neustadt an der Aisch. Am 1. November 2002 zog Götz als Nachrückerin in den Landtag ein, weil ihr Parteikollege Josef Göppel Bundestagsabgeordneter geworden war. Bei der Landtagswahl 2003 wurde sie erstmals in den Landtag gewählt.
Sie war neben Marcel Huber (CSU) und Henning Kaul (CSU) Mitglied im Ausschuss für Umwelt und Landwirtschaft („Umweltausschuss“). Außerdem war sie Mitglied im Ausschuss für „Landwirtschaft und Forsten“.
Bei den Landtagswahlen 2008 konnte sie als Listenkandidatin des Bezirks Mittelfranken aufgrund der hohen Verluste der CSU nicht wieder in den Landtag einziehen.
Christa Götz ist verheiratet und hat zwei Kinder.